# Пирдоп
Пирдо́п (болг. Пирдоп) — місто в Софійській області Болгарії. Адміністративний центр общини Пирдоп.
У місті перебуває одне із чотирьох архієрейських намісництв Ловчанської єпархії БПЦ.

## Населення
За даними перепису населення 2011 року у місті проживали 7485 осіб.
Національний склад населення міста:
| Національність   | Кількість осіб | Відсоток |
| ---------------- | -------------- | -------- |
| болгари          | 6566           | 95,2%    |
| цигани           | 235            | 3,4%     |
| турки            | 60             | 0,9%     |
| інша             | 16             | 0,2%     |
| не визначились   | 18             | 0,3%     |
| Всього відповіли | 6895           |          |

Розподіл населення за віком у 2011 році:
Динаміка населення:

## Уродженці
- Тодор Влайков (1865—1943) — болгарський письменник, громадський діяч і політик.